# Universitätsmamsellen
Als Universitätsmamsellen (Kompositum aus Universität und Mamsell für „Fräulein“) bezeichnet man Angehörige einer Gruppe von Töchtern von Professoren der Universität Göttingen im 18. und 19. Jahrhundert, die sich literarisch-akademisch betätigten zu einer Zeit, als das bei Frauen noch unüblich war.

## Personenkreis
Zu den Universitätsmamsellen zählt man:
- Philippine Engelhard (1756–1831), Tochter von Johann Christoph Gatterer,
- Caroline Schelling (1763–1809), Tochter von Johann David Michaelis,
- Therese Huber (1764–1829), Tochter von Christian Gottlob Heyne,
- Meta Forkel-Liebeskind (1765–1853), Tochter von Rudolf Wedekind, und
- Dorothea Schlözer (1770–1825), Tochter von August Ludwig von Schlözer

Die Mitglieder dieser Gruppe waren nicht nur aus der Kindheit in Göttingen her miteinander vertraut, sondern hielten zeitlebens miteinander Kontakt, hatten selbst wiederum Kontakt zu bedeutenden Personen des deutschen Geisteslebens, waren literarisch in unterschiedlichem Umfang aktiv und bildeten so eine Art weibliches Netzwerk zentraler Verbindungspunkte der deutschen Kultur um 1800.

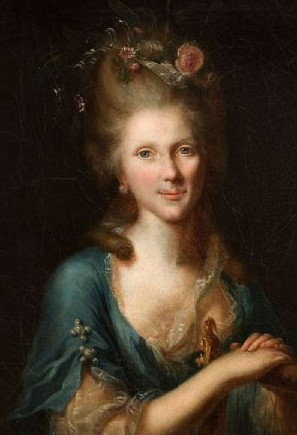
Philippine Engelhard
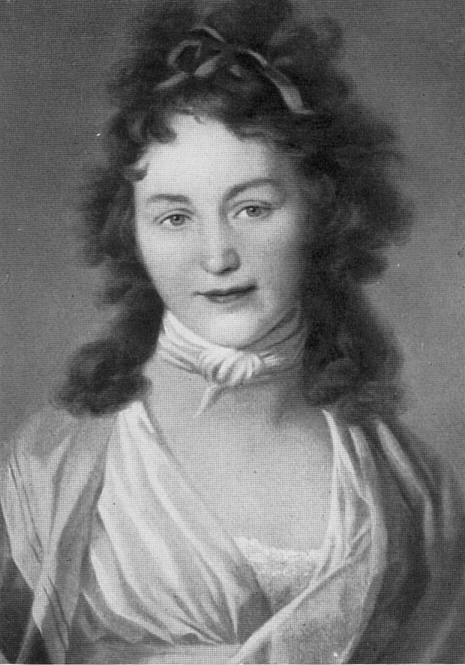
Caroline Schelling
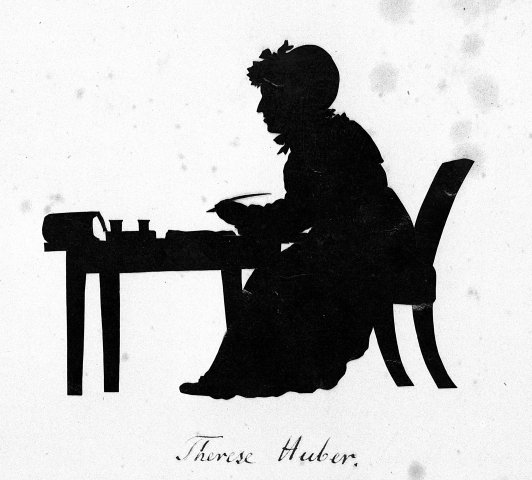
Therese Huber
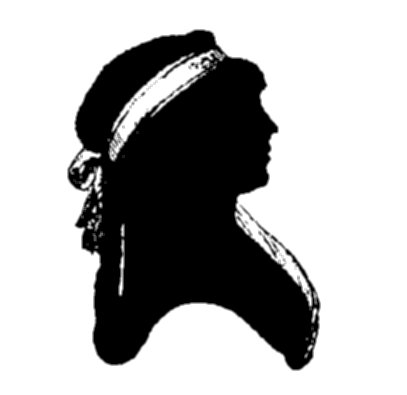
Meta Forkel-Liebeskind
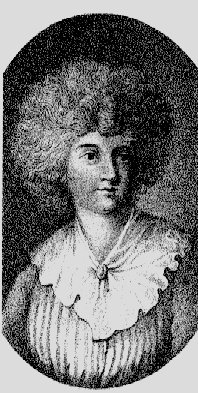
Dorothea Schlözer

## Mainzer Republik
Ein Fokuspunkt für drei Mitglieder der Gruppe war die Mainzer Republik. In der Zeit 1792/1793 hielten sich die drei in Mainz auf und waren jeweils mit Protagonisten der politischen Entwicklung verbunden:
- Therese Forster, die spätere Therese Huber, kam 1788 mit ihrem Ehemann Georg Forster nach Mainz. Georg Forster wurde am 31. Dezember 1792 zum Präsidenten des Jakobinerclubs gewählt und wurde später Abgeordneter im Rheinisch-Deutschen Nationalkonvent. Am 7. Dezember hatte seine Frau sich aber von ihm getrennt und war nach Straßburg geflüchtet.
- Caroline Böhmer, die spätere Caroline Schelling. Sie übersiedelte frisch verwitwet im März 1792 nach Mainz. Ab Dezember besorgte sie den Haushalt des von seiner Frau verlassenen Forster. Ihr Schwager war der ebenfalls als Mainzer Jakobiner prominente Georg Wilhelm Böhmer.
- Meta Forkel traf am 19. Oktober in Mainz ein, wo sie von Caroline Böhmer aufgenommen wurde. Am 7. Oktober war sie von einem unehelichen Sohn entbunden worden. In Mainz lebte ihr Bruder Georg von Wedekind, der wie Böhmer ein Gründungsmitglied des Jakobinerklubs war.

Als das Ende der Mainzer Republik sich abzeichnete, versuchten die von einem französischen Offizier schwangere Caroline Böhmer und Meta Forkel sowie deren Mutter und die Schwägerin Wilhelmine Wedekind am 30. März Richtung Frankfurt zu entkommen, wurden jedoch kurz hinter Oppenheim von preußischen Vorposten verhaftet. Caroline Böhmer hielt man der Namensgleichheit wegen für die Frau von Georg Böhmer. Die Frauen wurden zunächst nach Hattersheim gebracht, dann in Frankfurt verhört und schließlich auf die Festung Königstein gebracht. Soemmerring, damals Professor in Mainz und ein Freund Forsters, berichtet über die Inhaftierten:
Sie sind weder verhört, noch ist ihnen auf sonst eine Art die Ursache ihres Arrestes und ihres nunmehrigen Gefängnisses zu Königstein bis jetzt gesagt worden – ich konnte den Anblick dieser Unglücklichen nicht ertragen, um mich bis zum Sprechen ihnen zu nähern, sondern wandte mich weg und kehrte heim.
Erst Mitte Juli kamen sie wieder frei. Meta Forkel und ihr zukünftiger Ehemann Johann Heinrich Liebeskind machten sich auf den Weg nach Ostpreußen, wo Liebeskind seine erste Stellung antreten sollte.
Caroline Böhmer war aber noch lange Zeit Verfolgungen und Verleumdungen ausgesetzt. Man verdächtigte sie nicht nur des Jakobinertums, sondern bezichtigte sie vor allem des Ehebruchs mit Georg Forster.
Einen Beitrag zur Beschädigung ihres Rufes hatte ein 1793 unter dem Titel Die Mainzer Klubbisten zu Königstein: Oder, die Weiber decken einander die Schanden auf erschienenes Pasquill beigetragen. Der anonyme, über die privaten Verhältnisse im Haus Forster relativ gut informierte Autor zeigt Caroline, Meta Forkel und die Damen Wedekind in der Festungshaft auf Königstein als großmäulige, geile Weiber, die nichts anderes im Sinn haben, als sich gegenseitig die Männer abzujagen.